# 清林寺 (文京区)
清林寺（せいりんじ）は、東京都文京区にある浄土宗の寺院。

## 歴史
1483年（文明15年）、祐崇によって開山された。神田の地に置かれたが、1522年（大永2年）の火災で事実上廃寺となった。その後、1591年（天正18年）に台蓮社光誉によって中興された。
その後、江戸城拡張工事に伴い移転し、最終的に1648年（慶安元年）に現在地に移転した。

## 墓所
- 祐崇（開山）
- 長谷川如是閑（ジャーナリスト）

## 交通アクセス
- 本駒込駅より徒歩5分。